# Кубок Сирії з футболу 2022—2023
Кубок Сирії з футболу 2022—2023 — 53-й розіграш кубкового футбольного турніру у Сирії. Титул володаря кубка вперше здобув Тішрін.

## Календар
| Раунд        | Дата               | Матчі | Клуби   |
| ------------ | ------------------ | ----- | ------- |
| Перший раунд | 25-27 березня 2023 | 20    | 49 → 29 |
| Другий раунд | 5-31 травня 2023   | 13    | 29 → 16 |
| 1/8 фіналу   | 9-10 червня 2023   | 8     | 16 → 8  |
| 1/4 фіналу   | 24-30 червня 2023  | 4     | 8 → 4   |
| 1/2 фіналу   | 5 липня 2023       | 2     | 4 → 2   |
| Фінал        | 10 липня 2023      | 1     | 2 → 1   |

## 1/8 фіналу
| Команда 1            | Рахунок      | Команда 2     |
| -------------------- | ------------ | ------------- |
| 9 червня 2023        |              |               |
| Аль-Ватба            | 7:0          | Талбіссех (2) |
| Аль-Вахда            | 2:1          | Хуррія (2)    |
| Аль-Шорта (2)        | 2:3          | Аль-Джаїш     |
| Аль-Маджд            | 0:0 пен. 4:2 | Аль-Талія     |
| Аль-Карама           | 2:0          | Нуббол (2)    |
| Аль-Фотува           | 2:2 пен. 4:5 | Тішрін        |
| Аль-Аглі (Алеппо) (2 | 0:1          | Джебла        |
| 10 червня 2023       |              |               |
| Аль-Мухафаза (2)     | 1:1 пен. 2:4 | Гуттін        |

## 1/4 фіналу
| Команда 1      | Рахунок      | Команда 2  |
| -------------- | ------------ | ---------- |
| 24 червня 2023 |              |            |
| Аль-Джаїш      | 0:1          | Аль-Карама |
| Аль-Маджд      | 0:0 пен. 3:2 | Джебла     |
| 30 червня 2023 |              |            |
| Гуттін         | 1:1 пен. 2:4 | Аль-Вахда  |
| Тішрін         | 0:0 пен. 6:5 | Аль-Ватба  |

## 1/2 фіналу
| Команда 1    | Рахунок      | Команда 2  |
| ------------ | ------------ | ---------- |
| 5 липня 2023 |              |            |
| Тішрін       | 1:0          | Аль-Маджд  |
| Аль-Вахда    | 0:0 пен. 5:4 | Аль-Карама |

## Фінал
| Команда 1     | Рахунок | Команда 2 |
| ------------- | ------- | --------- |
| 10 липня 2023 |         |           |
| Аль-Вахда     | 0:1     | Тішрін    |